# Bitka pri Lexingtonu in Concordu
Bitki pri Lexingtonu in Concordu so bile prva večja vojaška kampanja Ameriške revolucije, ki je rezultirala v ameriški zmagi in vojaški podpori za proti-britanski sentiment. Bitka je potekala 19. aprila 1775 v "okrožju Middlesex" v kolonialni dobi Massachusettsa, v mestih Lexington, Concord, Lincoln, Arlington (danes Arlington) in Cambridge. Oznanile so izbruh oboroženega konflikta med Kraljevino Velike Britanije in patriotskimi milicami iz Ameriških trinajstih kolonij.
Konec leta 1774 so kolonialni voditelji sprejeli ti. Suffolk Resolves - deklaracijo v odporu proti spremembam, ki jih britanski parlament naredil kolonialni vladi Massachusettsa po Bostonski čajanki. Kolonialna skupščina je odgovorila tako, da je oblikovala patriotsko začasno vlado, znano kot Massachusetts Provincial Congress, in pozvala lokalne milice, da se usposabljajo za morebitne spopade. Kolonialna vlada je dejansko nadzorovala kolonijo zunaj britansko nadzorovanega Bostona. Kot odgovor je britanska vlada februarja 1775 razglasila, da je Massachusetts v stanju upora.
Približno 700 britanskih rednih enot v Bostonu, pod poveljstvom polkovnika Francisa Smitha je prejelo skrivno povelje za zajem in uničenje kolonialnih vojaških zalog, ki naj bi bile shranjene v Concordu. S pomočjo učinkovitega obveščevalnega zbiranja so patriotski voditelji prejeli obvestilo že tedne pred ekspedicijo, da bi lahko bile njihove zaloge ogrožene in so jih večino preselili na druge lokacije. Na noč pred bitko je bila informacija o britanski ekspediciji hitro poslana iz Bostona do milic v okolici preko več glasnikov na konjih, vključno z Paulom Reverejem in Samuel Prescottom z informacijami o britanskih načrtih. Prvi način opozarjanja prihoda britanske vojske po vodi je bil signaliziran iz Stare severne cerkve v Bostonu do Charlestowna z uporabo luči za komunikacijo »eno, če po kopnem, dve, če po morju«.
Prvi streli so bili izstreljeni ravno, ko je sonce vzšlo pri Lexingtonu. Osem pripadnikov milice je bilo ubitih, vključno z praporščakom Robert Munroejem, njihovim tretjim poveljnikom. Britanci so imeli samo eno žrtev. Milica je bila številčno prešibka in se je umaknila, redna vojska pa je nadaljevala pot proti Concordu, kjer so se razdelili v čete, da bi poiskali zaloge. Na Severnem mostu v Concordu se je približno 400 miličnikov spopadlo s 100 rednimi vojaki iz treh kraljevih čet, ob približno 11:00  dopoldne, kar je privedlo do žrtev na obeh straneh. Številčno šibkejši redni vojaki so se umaknili z mostu in se ponovno pridružili glavnini britanskih sil v Concordu.
Britanske sile so po končanem iskanju vojaških zalog začele povratni pohod proti Bostonu, medtem ko so še naprej prihajali pripadniki milice iz sosednjih krajev. Med obema stranema se je ponovno pojavilo streljanje, ki se je nadaljevalo čez ves dan, medtem ko so se redni vojaki vračali proti Bostonu. Po vrnitvi v Lexington je bila odprava polkovnika Smitha rešena s strani okrepitev pod brigadirjem Hugh Percyem. Združena sila približno 1.700 moških se je vrnila v Boston pod močnim ognjem v taktičnem umiku in končno dosegla varnost Charlestowna. Zbrane milice so nato blokirale ozke kopenske dostope do Charlestown-a in Bostona, kar je začelo obleganje Bostona ter Bitko pri Bunker Hillu.
Ralph Waldo Emerson opisuje prvi strel, ki so ga izstrelili patrioti na Severnem mostu, v svojem delu Concord Hymn kot »strel, ki ga je slišal cel svet«.

## Ozadje
Obleganje Bostona
Pehota britanske vojske je bila poimenovana rdeči plašči zaradi svojih vojaških uniform, nekateri kolonisti pa so jo včasih imenovali hudiči. Od leta 1768 so zasedali Boston, so jih okrepile britanske mornariške sile in marinci, da bi uveljavili tisto, kar so kolonisti imenovali Intolerable Acts iz leta 1774, ki jih je sprejel britanski parlament, da bi kaznoval celoten Massachusetts za Bostonsko čajanko in druge proteste.
General Thomas Gage je bil vojaški guverner Massachusettsa in poveljnik okoli 3.000 britanskih vojaških sil, nameščenih v Bostonu, vendar pa ni imel nadzora nad Massachusettsom zunaj Bostona, kjer je izvajanje zakonov povečalo napetosti med patrioti - Whigovsko večino in pro-britansko Tory lojalistično manjšino. Gageov načrt je bil, da se izogne konfliktu z zasegom vojaških zalog patriotskih milic z majhnimi, skrivnimi in hitrimi napadi. Ta boj za zaloge je privedel do enega britanskega uspeha in več uspehov patriotov v seriji skoraj brezkrvnih konfliktov, znanih kot Smodniški alarm. Gage je menil, da je prijatelj svobode in poskušal ločiti svoje dolžnosti kot guverner kolonije in kot general zasedbene sile. Edmund Burke je opisal Gagevo konfliktno razmerje z Massachusettsom, ko je v parlamentu dejal: »Anglež je najslabša oseba na Zemlji, ki bi prepričevala drugega Angleža v suženjstvo«.
Kolonisti so začeli oblikovati milice že na samem začetku kolonialne naselitve za namen obrambe pred indijanskimi napadi. Te sile so se borile v francosko-indijanski vojni med leti 1754 in 1763, ko so se borile ob strani britanskih rednih vojakov v Severni Ameriki. Po zakonih vsake nove angleške kolonije so bile vse občine dolžne oblikovati enote milice sestavljene iz vseh moških, starih 16 let in več (bila so tudi opravičila za nekatere kategorije) in zagotoviti, da so bili člani ustrezno oboroženi. Massachusettski prpadniki milice so bili formalno pod jurisdikcijo provincijske vlade, toda enote milic po vsej Novi Angliji so izbirale svoje lastne častnike. Gage je učinkovito razpustil provincijsko vlado v skladu s Massachusetts Government Act, te obstoječe povezave pa so patrioti uporabili pod Massachusettsovim kongresom za namen upora proti vojaški grožnji iz Britanije.

### Priprave britanske vlade
Februarja 1775 sta oba domova britanskega parlamenta naslovili pismo kralju Juriju III, ki je izjavljalo, da obstaja stanje upora:
Mi ... ugotavljamo, da je del Vaših podložnikov, v provinci Massachusetts Bay, šel tako daleč, da se upira avtoriteti vrhovnega zakonodajalca, da v tej provinci dejansko obstaja upor in z največjo skrbjo opazujemo, da so jih podpirala in spodbujala nezakonita dejanja Vaših podložnikov v več drugih kolonijah, v škodo in zatiranje mnogih njihovih nedolžnih sodržavljanov, ki živijo znotraj Kraljevine Velike Britanije, in preostanka Vaših Dominijev ...

Mi ... bomo ... upoštevali morebitne resnične krivice ... ki bodo predložene pred nas; in kdaj koli katera koli od kolonij nas ustrezno zaprosi, bomo pripravljeni, da jim ponudimo vse pravične in razumna olajšave. Hkrati Vas ... prosimo, da boste ... izvajali ustrezno poslušnost zakonov in avtoritete vrhovnega zakonodajalca; in ... je naša trdna resolucija, tudi na tveganje naših življenj in premoženja, da stojimo ob strani Vašemu Veličanstvu proti vsem upornim poskusom pri uveljavljanju pravičnih pravic Vašega Veličanstva ter dveh domov Parlamenta.
14. aprila 1775 je Gage prejel navodila od državnega sekretarja Willim Legga, grofa Dartmoutha, da razoroži upornike in zapre voditelje upora, toda Dartmouth je Gageu dal precejšnjo diskrecijo pri njegovih ukazih. Gageova odločitev, da deluje hitro, je morda bila vplivana z informacijami, ki jih je prejel 15. aprila od vohuna v Provincionalnem kongresu, ki mu je povedal, da čeprav je kolonialni kongres še vedno razdeljen glede potrebe po oboroženem uporu, so delegati bili poslani v druge kolonije Nove Anglije, da bi videli ali bi sodelovali pri oblikovanju vojske Nove Anglije z 18.000 kolonialnimi vojaki.
Na jutro 18. aprila je Gage ukazal konjeniški patrulji približno 20 moških pod poveljstvom majorja Mitchella iz 5. pešpolka, da gre v okoliške kraje, da bi prestregli kurirje, ki bi lahko bili na konjih. Ta patrulja se je obnašala drugače kot patrulje, ki so bile poslani iz Bostona v preteklosti, ostajala je zunaj tudi po temi in spraševala popotnike o lokaciji Samuel Adamsa in John Hancocka. To je imelo nezaželen učinek, da so mnoge prebivalce zastrašili in povečali njihovo pripravljenost. Milica v Lexingtonu se je začela zbirati že tistega večera, ure pred tem, ko so prejeli kakršnekoli novice iz Bostona. Dobro znana zgodba navaja, da je po mraku kmet Josiah Nelson zamenjal britansko patruljo za kolonialne vojake in jih vprašal, »Ali si slišal kaj o tem, kdaj bodo redne enote prišle ven?« na kar je bil s sabljo zarezan po lasišču. Vendar pa zgodba o tem dogodku ni bila objavljena še več kot sto let kasneje, kar kaže, da je lahko družinski mit.
Polkovnik Francis Smith je prejel ukaze od Gagea popoldne 18. aprila z navodili, da jih ne sme prebrati, dokler ne bodo njegove enote na poti. Napotiti se je moral iz Bostona »z najvišjim pospeškom in skrivnostjo v Concord, kjer boste zasegli in uničili ... vse vojaške zaloge ... Ampak poskrbite, da vojaki ne bodo plenili prebivalcev ali poškodovali zasebne lastnine«. Gage je uporabil svojo pristojnost in ni izdal pisnih ukazov za aretacijo voditeljev upornikov, saj se je bal, da bi to lahko sprožilo upor.

### Ameriške priprave
Dne 30. marca 1775 je Massachusetts Provincial Congress izdal naslednjo resolucijo:
Kadarkoli vojska pod poveljstvom generala Gagea, ali kakršenkoli njen del v številu petsto, zapusti mesto Boston z artilerijo in prtljago, bi se to moralo šteti za načrt, da se z nasiljem izvedejo nedavni parlamentarni akti, ki bi morali biti nasprotovani glede na resolucijo nedavnega častitega prvega kontinentalnega kongresa in zato bi se morala zbrati vojaška moč province in nemudoma oblikovati vojska opazovanja, da bi delovala izključno v obrambi, kolikor bi to bilo mogoče upravičiti na podlagi načel razuma in samoobrambe.
Voditelji upora — z izjemo Paula Revereja in Josepha Warrena — so do 8. aprila zapustili Boston. Prejeli so novico o Dartmouthovih skrivnih navodilih generalu Gageu iz virov v Londonu še preden so prišli do samega Gagea. Adams in Hancock sta zbežala iz Bostona v dom enega Hancockovih sorodnikov, Jonas Clarka, kjer sta menila, da bosta varna pred takojšnjo grožnjo aretacije. Massachusettske milice so v resnici zbirale zaloge orožja, smodnika in zalog v Concordu in še dlje zahodno v Worcestra.
Ekspedicija iz Bostona v Concord je bila pričakovana. Potem, ko je velika enota rednih vojakov z vojaško odpravo iz Bostona v Watertown 30. marca zaskrbela podeželje, je časopis The Pennsylvania Journal v Filadelfiji poročal: »Menilo se je, da gredo v Concord, kjer se sedaj sestaja Provincial Congress. Tam je shranjena količina hrane in vojaških zalog. ... To je ...rekli so, da nameravajo kmalu ponovno priti ven«.
Na dan 18. aprila je Paul Revere začel »nočno ježo« proti Concordu, da bi opozoril prebivalce, da se zdi, da Britanci načrtujejo odpravo. Ježo je končal Samuel Prescott. Ko so slišali Prescottove novice, so se mestni ljudje odločili, da odstranijo zaloge in jih razdelijo med druge bližnje kraje.
Kolonisti so bili tudi seznanjeni, da bo 19. april datum odprave, kljub Gagejevim poskusom, da bi podrobnosti skril pred vsemi britanskimi vojaki in celo pred častniki, ki bi poveljevali misiji. Obstajajo razumne domneve, da je bila zaupanja vreden izvor tega obveščanja Margaret Gage, žena generala Gagea, ki je bila rojena v New Jerseyu ter je imela simpatije do kolonialne neodvisnosti ter prijateljski odnos z Warrenom.
Med 9. in 10. uro zvečer, 18. aprila 1775, je Joseph Warren povedal Revereju in William Dawesu, da se britanske čete pripravljajo na odhod z ladjic iz Bostona proti Cambridgeu ter na pot proti Lexingtonu in Concordu. Warrenove informacije so nakazovale, da so najverjetnejši cilji premikov rednih enot kasneje tiste noči ugrabitev Adamsa in Hancocka. Niso se obremenjevali z možnostjo, da bi se redne enote odpravile proti Concordu, saj so bile zaloge v Concordu varne, prav tako so menili, da njihovi voditelji v Lexingtonu niso vedeli za potencialno nevarnost tiste noči. Revere in Dawes sta bila poslana, da jih opozorita in obvestita kolonialne milice v bližnjih krajih.

### Zbiranje milic
Dawes je prek konjske poti pokril južno kopensko pot čez Boston Neck in čez Velik most do Lexingtona. Revere je najprej dal navodila, da pošljejo signal v Charlestown z lanternami, ki so bile obešene v zvoniku bostonske Old North Church. Nato je potoval po severni vodni poti, prečkal ustje reke Charles s čolnom, tako da je prešel zasidrano britansko bojno ladjo HMS Somerset. Prehodi so bili v tistem času prepovedani, a je Revere varno pristal v Charlestownu in odjahal proti Lexingtonu, opozarjajoč skoraj vsako hišo na poti. Dodatni jezdeci so bili poslani severno iz Charlestowna.
Ko so prispeli v Lexington, so Revere, Dawes, Hancock in Adams razpravljali o situaciji z milico, ki se je tam zbirala. Verjeli so, da so sile, ki zapuščajo mesto, prevelike za zgolj prijetje dveh moških in da je Concord glavni cilj. Možje iz Lexingtona so poslali jezdece v okoliške kraje, Revere in Dawes pa sta nadaljevala po cesti proti Concordu s spremstvom Samuela Prescotta. V Lincolnu so naleteli na britansko patruljo pod vodstvom majorja Mitchella. Revere je bil ujet, Dawes je bil vržen s konja, edino Prescott je uspel pobegniti in priti do Concorda.
Dodatni jezdeci so bili poslani iz Concorda.Ježa Revereja, Dawesa in Samuela Prescotta je sprožila fleksibilen sistem »alarma in zbiranja«, ki je bil skrbno razvit mesece prej, kot odgovor na slabi odziv kolonistov na Alarm smodnika. Ta sistem je bila izboljšana različica starega obveščevalnega omrežja za uporabo v nujnih primerih. Kolonisti so to občasno uporabljali v prvih letih indijanskih vojn v koloniji, preden je padlo v nemilost v francoski in indijanski vojni. Poleg drugih kurirjev, ki so prenašali sporočila, so za hitro komunikacijo med mesti uporabljali zvonove, bobne, alarmne pištole, kresove in trobente, s čimer so obveščali upornike v številnih vaseh vzhodnega Massachusettsa, da naj zberejo svoje milice, saj je več kot 500 vojakov odhajalo iz Bostona. Ta sistem je bil tako učinkovit, da so ljudje v mestih 25 milj (40 km) od Bostona vedeli za premike vojske, medtem ko so še praznili čolne v Cambridgeu. Ta zgodnja opozorila so igrala ključno vlogo pri zbiranju dovolj velikega števila kolonialnih milic, da so lahko pozneje tistega dne povzročili hude poškodbe britanskim silam. Adams in Hancock sta bila na koncu premaknjena na varno, najprej v kraj, kar je zdaj Burlington in kasneje v Billerico.

### Napredovanje britanskih sil
Okoli mraka je general Gage sklical srečanje svojih višjih častnikov v Province House v Bostonu. Obvestil jih je, da so prišla navodila od lord Dartmoutha, ki mu je naročil, naj ukrepa proti kolonistom. Prav tako jim je povedal, da bo podpolkovnik Smith poveljeval njegovim polkom, skupaj z majorjem John Pitcairnom kot njegovim drugim častnikom. Srečanje se je končalo okoli 20:30, po katerem je grof Percy komuniciral z meščani na Boston Common. Po enem poročilu se je pogovor med ljudmi tam obrnil na nenavadno gibanje britanskih vojakov v mestu. Ko je Percy enega moškega vprašal nadalje, je moški odgovoril: »No, redni vojaki bodo zgrešili svoj cilj«.
»Kateri cilj?« je vprašal Percy. »No, topništvo v Concordu«, je bil odgovor. Ko je to slišal, se je Percy hitro vrnil v Province House in sporočil to informacijo generalu Gageu. Zgrožen je Gage izdal ukaze, da se prepreči odhod kurirjev iz Bostona, vendar so ti prišli prepozno, da bi preprečili Dawesu in Revereju, da bi odšli.
Britanski redni vojaki, okoli 700 pehote, so bili izbrani iz 11 od Gageovih 13 okupacijskih pehotnih polkov (regimentov). Major Pitcairn je poveljeval desetim elitnim četam lahke pehote, podpolkovnik Benjamin Bernard pa je poveljeval 11 grenadirskim četam pod skupnim poveljstvom podpolkovnika Smitha.
Od vojakov, dodeljenih ekspediciji, je bilo 350 iz grenadirski čet iz King's Own Royal Regiment (Lancaster), Royal Northumberland Fusiliers, Royal Lincolnshire Regiment, Royal Irish Regiment (1684–1922), Royal Welch Fusiliers, 38th (1st Staffordshire) Regiment of Foot, 43rd (Monmouthshire) Regiment of Foot, 47th (Lancashire) Regiment of Foot, 52nd (Oxfordshire) Regiment of Foot in East Lancashire Regiment polkov pehote ter 1. bataljon Kraljevih marincev. Zaščito grenadirskim četam je nudilo približno 320 vojakov lahke pehote iz 4., 5., 10., 23., 38., 43., 47., 52. in 59. polkov ter 1. bataljon marincev. Vsaka četa je imela svojega poročnika, a vendar je bila večina stotnikov, ki so četam poveljevali prostovoljcev, ki so se pridružili odpravi v zadnjem trenutku in so bili iz vseh polkov, nameščenih v Bostonu. To pomanjkanje poznavanja med poveljnikom in četo je povzročilo težave med bitko.
Britanci so začeli buditi svoje čete ob 21. uri na noč 18. aprila in jih zbrali ob robu vode na zahodnem koncu zname kot Boston Common do 22. ure. Podpolkovnik Smith je zamujal in tako ni bilo organizirane akcije nalaganja čolnov, kar je povzročilo zmedo na zbirališču. Čolni, ki so jih uporabljali, so bili pomorski splavi, ki so bili tako gosto napolnjeni, da ni bilo prostora za sedenje. Ko so se izkrcali blizu farme Phipps v Cambridgeu, so stopili v vodo do pasu sredi noči. Po dolgem postanku za razkladanje svoje opreme so redne čete začele svoj 17 milj (27 km) dolg pohod proti Concordu okoli 2. ure zjutraj. Med čakanjem so jim zagotovili dodatno municijo, hladno slanino in trde morske piškote. Niso nosili nahrbtnikov, saj niso imeli namena kampirati. Nosili so svoje vojaške torbice, vodne steklenice, muškete in opremo ter odšli v mokrih, blatnih čevljih in premočnih uniformah. Med pohodnimi koraki skozi Arlington so zvoki kolonialnih alarmov po podeželju povzročili, da so tisti redki častniki, ki so bili seznanjeni z njihovo nalogo spoznali, da so izgubili element presenečenja.
Okoli 3. ure zjutraj je podpolkovnik Smith poslal majorja Pitcairna naprej s šestimi enoti lahke pehote z ukazom, da pohitijo do Concorda. Okoli 4. ure zjutraj je Smith sprejel modro, a pozno odločitev, da pošlje sporočilo nazaj v Boston in zaprosi za okrepitve.

### Vojni razpored sil

#### Kontinentalci
Kontinentalne sile so vključevale približno 4.000 lokalnih enot milice. Čeprav je provincijski kongres lokalne čete organiziral v polke in brigade, so se enote čez dan združevale v predvidene večje enote le počasi. Trideset mest iz okolice je poslalo moške v boj, mnogi pa so bili na poti. Do popoldneva so mnoge enote polkov bile na kraju borb prisotne in so delovale usklajeno. Več kolonialnih generalov je bilo na poti do bojišča čez dan, vendar niso bili v položaju, da bi uveljavili splošno poveljstvo. General William Heath iz Roxburyja v Massachusettsu je na koncu dneva prevzel poveljstvo nad zaključki boja.

#### Britanske sile
Britanska odprava je bila organizirana v:
- Prvotna odprava
  - Poveljnik, podpolkovnik Francis Smith
  - Pomožni častniki (6 častnikov)
  - Mitchellova skupina (8+ častnikov)
  - Enote (grenadirji in lahka pehota) iz:
    - 4. (kraljevi) pehotni polk
    - 5. pehotni polk
    - 10. pehotni polk
    - 18. (kraljeva irska) pehotni polk (samo grenadirji)
    - 23. pehotni polk (kraljevi velški fusilierji)
    - 38. pehotni polk
    - 43. pehotni polk
    - 47. pehotni polk
    - 52. pehotni polk
    - 59. pehotni polk
    - 1. bataljon, kraljevi marinci

- Okrepitve
  - Poveljnik, brigadir Hugh Percy, 2. vojvoda Northumberland
  - dva 6-stotna topova iz 4. bataljona, kraljevska artilerija
  - Bataljonske čete iz (7 čet):
    - 4. (King's Own Royal Regiment) regiment pehote
    - 23. regiment pehote (kraljevski velški fusilierji)
    - 47. regiment pehote
    - 1. bataljon, kraljevi marinci

## Bitka

### Lexington
Čeprav je bila pogosto označena kot bitka, je bil v resnici spopad pri Lexingtonu manjša izmenjava strelov. Ko je predhodnica rednih vojakov pod vodstvom Pitcairna vstopila v Lexington ob zori 19. aprila 1775, se je približno 80 lexingtonskih miličnikov pojavilo iz Buckman Tavern in stalo v vrstah na lexingtonskem trgu, da bi jih opazovali, medtem ko je med 40 in 100 gledalcev opazovalo ob cesti. Njihov vodja je bil stotnik John Parker, veteran francoske in indijske vojne, ki je zbolel za tuberkulozo in ga je bilo včasih težko slišati. Od miličnikov, ki so se postavili v vrsto, je devet nosilo priimek Harrington, sedem Munroe (vključno z praporščakom enote William Munroejem), štirje Parker, trije Tidd, trije Locke in trije Reed; četrtina izmed njih je bila na nek način povezana s stotnikom Parkerjem. Ta skupina milice je bila del starega lexingtonskega načina organiziranja lokalnih milic ti. Trained band, ki je segal nazaj do puritancev in ne tisto, kar so imenovali Minutemen milica (mlajši pripadniki milice z posebnim urjenjem in izredno kratkim časom za mobilizacijo).
Potem, ko so čakali večino noči brez znakov britanskih enot (in se spraševali ali je opozorilo Paula Revererja resnično), je okoli 4:15 zjutraj Parker prejel potrditev. Thaddeus Bowman, zadnji izvidnik, ki ga je Parker poslal, je prišel na konju in mu povedal, da ne samo, da prihajajo, ampak da prihajajo v večjem številu in da so blizu. Stotnik Parker se je očitno zavedal, da je na slabšem v spopadu in ni bil pripravljen žrtvovati svojih mož brez razloga. Vedel je, da je večina kolonialnega streliva in vojaških zalog v Concordu že skrita. Vojna še ni bila razglašena, saj je Deklaracija neodvisnosti bila še več kot štirinajst mesecev oddaljena. Prav tako je vedel, da so Britanci že pred tem v Massachusettsu odšli na take pohode, niso našli ničesar in se vrnili v Boston.
Parker je imel vse razloge, da je pričakoval, da se bo to spet zgodilo. Redni vojaki bi marširali v Concord, ne bi našli ničesar in se vrnili v Boston utrujeni, a praznih rok. Previdno je razpostavil svojo četo. Postavil jih je v paradno formacijo na lexingtonskem trgu. Bili so na očeh (niso se skrivali za zidovi), a niso blokirali ceste do Concorda. Pokazali so politično in vojaško odločnost, vendar niso poskušali preprečiti marša rednih vojakov. Mnogo leta pozneje je eden od udeležencev spomnil na Parkerjeve besede, ki so zdaj vklesane v kamen na kraju bitke: "Stojte na svojem mestu; ne streljajte, razen če streljajo na vas, vendar če želijo vojno, naj se ta začne tukaj." Glede na Parkerjevo zapriseženo izjavo, dano po bitki:
Naročil sem našim miličnikom, naj se srečajo na trgu v Lexingtonu, da razpravljajo, kaj storiti, in sklenil, da se ne razkrijemo, niti se ne mešamo ali ukvarjamo z vojsko (če bi se približali), razen če bi nas žalili ali nadlegovali in ob njihovem nenadnem pristopu, sem takoj naročil našim možem, naj se razpršijo in naj ne streljajo:—Takoj so se prikazale omenjene čete in silovito napadle, streljale in ubile osem naših brez kakršnegakoli izziva z naše strani.— John Parker
Namesto, da bi zavili levo proti Concordu, je marinski poročnik Jesse Adair na čelu sprednje enote, na svojo iniciativo sklenil zaščititi bok britanske kolone, tako da je najprej zavijal desno in nato vodil enote na samo tržnico, v zmedenem poskusu, da bi obkolili in razorožili milico. Major Pitcairn je prišel z zadnje strani napredne enote in vodil tri svoje enote levo ter jih zaustavil. Preostale enote pod polkovnikom Smithom so bile spredaj na cesti proti Bostonu.

#### Prvi strel
Britanski častnik (verjetno Pitcairn, vendar so poročila negotova, saj je lahko bil tudi poročnik William Sutherland) je nato jahal naprej, pomahal s svojim mečem in pozval zbrane miličnike, naj se razpršijo in morda tudi ukazal, naj "odložijo svoje orožje, prekleti uporniki!" Stotnik Parker je svojim vojakom namesto tega naročil, naj se razpršijo in gredo domov, vendar so zaradi zmede, ki je vladala povsod ter zaradi hripavega glasu Parkerja, ki je bil tuberkulozen, nekateri ukaza niso slišali, nekateri so odšli zelo počasi in nihče ni odložil orožja. Tako Parker kot tudi Pitcairn sta naročila svojim vojakom, naj ne streljajo, vendar je bil iz neznanega mesta izstreljen strel.
Ob 5. uri smo prispeli [v Lexington], in videli število ljudi, verjamem, da med 200 in 300, zbrano na skupnem prostoru sredi mesta; še naprej smo napredovali, pripravljeni na napad, čeprav nismo imeli namena napasti njih; vendar pa so nas, ko smo se približali, zadeli z dvema streloma, na kar so naši moški brez kakršnih koli ukazov napadli, ustrelili in jih razgnali; več jih je bilo ubitih, nismo mogli reči koliko, ker so bili za zidovi in v gozdovih. Imeli smo enega ranjenega moža iz 10. lahke pehote, nihče drug ni bil poškodovan. Potem smo se formirali na skupnem prostoru, a z nekaterimi težavami, moški so bili tako divji, da niso slišali ukazov; tam smo čakali kar dolgo časa in na koncu nadaljevali pot proti Concordu.— Poročnik John Barker, 4. pehotni polk
Po besedah enega člana Parkerjeve milice, noben Američan ni izstrelil svoje muškete, ko so se soočili z bližnjimi britanskimi četi. Britanci so imeli eno žrtev, rahlo rano, kar je potrdila tudi izjava desetnika Johna Munroea. Munroe je izjavil, da:
Po prvem streljanju vojakov sem mislil in tako povedal Ebenezerju Munroeu ... ki je stal poleg mene z leve, da niso izstrelili nič drugega kot samo smodnik, ampak ob drugem streljanju je Munroe izjavil, da so izstrelili več kot samo smodnik, saj je prejel rano v roko in rekel, da uporabim njegove besede, »Dajem jim odgovor mojih pušk«. Potem sva oba namerila na glavnino britanskih vojakov, dim pa je preprečil, da bi videla kaj drugega kot glave nekaterih njihovih konj in izstrelila svoji orožji.
Nekateri priče med vojaki so poročali, da je prvi strel izstrelil kolonialec za živo mejo ali okoli vogala gostilne. Nekateri opazovalci so poročali, da je prvi strel izstrelil konjeniški britanski oficir. Obe strani sta se splošno strinjali, da prvi strel ni prišel od moških na terenu, ki so se soočali drug z drugim.
Kasneje je v Lexingtonu vzniknila spekulacija, da je mož po imenu Solomon Brown izstrelil prvi strel znotraj gostilne ali izza zida, vendar je bilo to preklicano. Nekatere priče (na vsaki strani) so trdile, da je nekdo na drugi strani izstrelil prvi strel; vendar pa je veliko več prič trdilo, da ne vedo. Še ena teorija je, da je prvi strel izstrelil britanski vojak, ki je ubil Asahiela Portera, njihovega zapornika, ki je bežal (rečeno mu je bilo, da se oddalji in da ga bodo izpustili, vendar je panično začel teči). Zgodovinar David Hackett Fischer je predlagal, da je morda dejansko prišlo do več skoraj sočasnih strelov.
Zgodovinar Mark Urban je dejal, da je potem, ko jim je naročil, da se razpršijo, 
 Pitcairn signaliziral svojim vojakom, da napredujejo in razorožijo domačine. Videč...Američane, ki spuščajo svoja orožja in se umikajo, je zadelo [živčno] točko...med britanskimi vojaki. Mesece so jih lokalni ljudje zmerjali in zbadali. Namesto namernega, urejenega koraka naprej, so mnogi britanski vojaki začeli kričati in vzklikali, tekli so na Američane z... bajoneti. Pred tem navalom so en ali dva od teh vaščanov odprli ogenj...Brez ukazov od Pitcairna je ena od britanskih četi namerila svoja orožja in izstrelila hrešeč rafal.
Priče na prizorišču so opisale več občasnih strelov, ki so bili izstreljeni z obeh strani, preden so redne enote začele streljati salve, ne da bi prejele ukaz za to. Nekateri izmed milice so sprva verjeli, da redne enote streljajo le s smodnikom brez krogel, a ko so spoznali resnico, je le malo, če sploh kateri od milice uspel napolniti orožje in odgovoriti na ogenj. Ostali so bežali za svoje življenje.
Mi Nathaniel Mulliken, Philip Russell, [in 32 drugih moških ...] pričamo in izjavljamo, da smo devetnajstega zjutraj, ko smo bili obveščeni, da ... skupina rednih enot maršira iz Bostona proti Concordu ... Približno ob petih zjutraj, slišeč naš boben, smo se podali proti parado in kmalu odkrili, da se velika množica vojakov približuje, nekateri iz naše družbe so prihajali na zbirno območje, drugi pa so jo že dosegli, ob tem času se je naša četa začela razprševati, medtem ko smo imeli hrbte obrnjen na vojake, so nas začeli streljati in več naših moških je bilo takoj ubitih in ranjenih, nihče iz naše skupine ni streljal na redne enote, kolikor nam je znano, preden so streljali na nas in še naprej streljali, dokler nismo vsi pobegnili.
Redne enote so nato napadle z bajoneti. Prijatelj stotnika Parkerja, Jonas, je bil zaboden. Osem moških iz Lexingtona je bilo ubitih, deset pa ranjenih. Edina britanska žrtev je bil vojak, ki je bil ranjen v stegno. Osem kolonistov, ki so bili ubitih, so bili John Brown, Samuel Hadley, Caleb Harrington, Jonathon Harrington, Robert Munroe, Isaac Muzzey, Asahel Porter in Jonas Parker. Jonathon Harrington, ki ga je usodna krogla britanskega vojaka ranila, je uspel priplaziti se nazaj domov in umrl na svojem pragu. Eden od ranjenih, Prince Estabrook, je bil črn suženj, ki je služil v milici.
Čete pod Pitcairnovim poveljstvom so deloma izgubile nadzor svojih častnikov, ker niso bile seznanjene z dejanskim namenom naloge tega dne. Streljali so v različne smeri in se pripravljali, da vstopijo v zasebne domove. Polkovnik Smith, ki je ravno prihajal z ostalimi rednimi enotami, je slišal streljanje in se odpeljal naprej iz kolone grenadirjev, da bi videl dogajanje. Hitro je našel bobnarja in mu ukazal, da zabobna zbor. Grenadirji so kmalu prispeli in ko je bil red med vojaki ponovno vzpostavljen, je bilo lahki pehota dovoljeno, da strelja zmagoslavno salvo, po kateri je bila kolona prenovljena in se odpravila naprej proti Concordu.

### Concord
Kot odgovor na dvignjeni alarm, sta se milici iz Concorda in Lincolna zbrali v Concordu. Prejeli so informacije o streljanju v Lexingtonu in niso bili prepričani ali naj čakajo, dokler jih ne okrepijo čete iz bližnjih mest ali naj ostanejo in branijo mesto ali naj se premaknejo proti vzhodu in pozdravijo britansko vojsko z višjega terena. Kolona milice je krenila po cesti proti Lexingtonu, da se sreča z Britanci, potujoč približno 1,5 milj (2,4 km) vse do srečanja s prihajajočo kolono rednih enot. Ker so redne enot štele približno 700 mož, milice pa takrat le približno 250 mož, se je kolona milice obrnila in se vrnila v Concord, pred rednimi enotami pa je imela prednosti približno 500 jardov (460 metrov).
Milica se je umaknila na hrib, ki je gledal na mesto in njihovi častniki so razpravljali kaj storiti naprej. Prevladala je previdnost in polkovnik James Barrett se je umaknil iz središča mesta in vodil moške čez Severni most na hrib približno 1 miljo (1,6 km) severno, kjer so lahko nadaljevali s spremljanjem premikov britanskih enot in dejavnosti v središču mesta. Ta korak se je izkazal za posrečen, saj so se vrste patriotov številčno krepile, ko so se jim skupine milic, ki so prihajale iz zahodnih mest, pridružile.

#### Iskanje kolonialnih zalog
Ko so britanske enote prispele v vas Concord, je podpolkovnik Smith razdelil enote, da bi izvedli Gagejeve ukaze. Enota grenadirjev 10. regimenta je zavarovala Južni most pod vodstvom stotnika Mundyja Pola, medtem ko je sedem čet lahke pehote pod vodstvom stotnika Parsonsa, katerih število je znašalo približno 100, zavarovalo Severni most, kjer so bile vidne čez očiščena polja zbrane čete patriotskih milic. Kapitan Parsons je skupaj s štirimi četami iz 5., 23., 38. in 52. polka odšel po cesti 2 milj (3,2 km) onkraj Severnega mostu, da bi poiskal Barrettovo kmetijo, kjer so obveščevalne informacije nakazovale, da bodo našli zaloge.
Dve četi iz 4. in 10. regimenta sta bili postavljeni, da zaščitita njihovo povratno pot, ena četa iz 43. regimenta pa je ostala, da je varovala sam most. Te čete, ki so bile pod poveljstvom relativno neizkušenega stotnika Walterja Laurieja, so vedele, da so precej številčno podrejene s strani več kot 400 pripadnikov milice. Zaskrbljeni kapitan Laurie je poslal poslanca k podpolkovniku Smithu in zaprosil za okrepitev.
Z uporabo podrobnih informacij, ki so jih zagotovili lojalistični vohuni, so grenadirske čete preiskale majhno mesto za vojaške zaloge. Ko so prispeli do gostilne Ephraima Jonesa, ob zapori na poti do Južnega mostu, so našli vrata zaklenjena in Jones jim je zavrnil vstop. Po poročilih, ki so jih zagotovili lokalni lojalisti, je Pitcairn vedel, da so na posesti zakopali topove. Jones je bil pod namerjenimi mušketami prisiljen, da pokaže, kje so topovi zakopani. Izkazalo se je, da gre za tri masivne topove, ki so streljali 24-stotne krogle in so bile pretežke za obrambno uporabo, vendar zelo učinkovite proti utrjenim naselbinam. Grenadirske enote so zlomile podnožja teh treh topov, da jih niso mogli namestiti. Prav tako so zažgali nekaj granat, ki so jih našli v vaški zbirni hiši in ko se je ogenj razširil do same zbirne hiše, je lokalna prebivalka Martha Moulton prepričala vojake, da pomagajo pri gašenju stavbe.
Med iskanjem patriotskih zalog je bila večina sodov zasežene moke vrženih v lokalni mlinski jez, namesto da bi jih zlomili. V mlinski jez je bilo prav tako vrženi 550 stotov mušketnih krogel. Od povzročene škode je bila pomembna le tista, ki je bila povzročena topovom. Vse krogle in veliko hrane so po britanskem umiku pridobili nazaj, moka, ki je bila na robovih sodov, vrženih v ribnik, je učinkovito zatesnila sode in tako zaščitila preostalo moko. 
Med iskanjem so bili redni vojaki na splošno izjemno previdni v svojem ravnanju z lokalnim prebivalstvom, vključno s plačilom za hrano in pijačo, ki se je uživala. Ta pretirana vljudnost je bila izkoriščena s strani lokalnih prebivalcev, ki so uspeli odvrniti pozornost od več manjših skladišč patriotskih zalog.
Barrettova kmetija je bila pred tedni vojno skladišče, vendar je zdaj ostalo le malo orožja. Po družinski legendi naj bi ga hitro zakopali v brazde, da bi izgledalo, kot da je bila posajena poljščina. Vojaki poslani tja niso našle nobenih pomembnih zalog.

#### Severni Most
Četa polkovnika Barretta je, ko je videla dim, ki se dviga iz vaškega trga, ko so Britanci sežigali topniške vozičke in ko je opazila le nekaj lahkih pehotnih enot neposredno spodaj, sklenila, da se vrne proti mestu s svojega vidnega mesta na Punkatasset Hill na nižji, bližji ravni vrh hriba, približno 300 jardov (274 m) od Severnega Mosta. Ko se je milica premikala naprej, sta se dve britanski enoti iz 4. in 10. polka, ki sta zasedali položaj blizu ceste, umaknili na most in predale hrib Barrettovim vojakom.
Pet polnih čet milice in še pet dodatnih iz Actona, Concorda, Bedforda in Lincolna je zasedlo ta hrib, medtem ko so se v stekale nove skupine ljudi, skupno vsaj 400 proti stotniku Laurieju in njegovim lahkim pehotnim enotam, katerih moč je znašala 90–95 vojakov. Barrett je ukazal massachusettskim vojakom, da se oblikujejo v dolgi vrsti, dva drug ob drugem na cesti, ki vodi do mostu, nato pa je sklical še eno posvetovanje. Medtem ko je opazoval Severni Most z vrha hriba, so Barrett, polkovnik John Robinson iz Westforda in drugi stotniki razpravljali o možnem napredovanju proti mostu. Barrett je vprašal stotnika Isaaca Davisa, ki je poveljeval enoti miličnikov iz Actona ali bi bila njegova enota pripravljena voditi napredovanje. Davis je odgovoril: »Ni me strah iti in nimam človeka, ki bi se bal iti«.
Barrett je naročil vojakom, naj napolnijo svoje orožje, vendar naj ne streljajo, razen če bodo streljali nanje, nato pa jim je naročil, naj napredujejo. Laurie je ukazal britanskim enotam, ki so varovale most, da se umaknejo čez most. En častnik je poskušal dvigniti ohlapne deske mostu, da bi oviral kolonialni napredovanje, vendar je major Buttrick začel kričati na redne vojake, naj prenehajo škodovati mostu. Miličniki in milica iz Concorda, Actona, Lincolna ter skupinica milice iz Westforda so napredovali v formaciji kolone, dva moža za dvema, na čelu z majorjem Buttrickom, polkovnikom Robinsonom, nato stotnikom Davisom, z lahko pehoto, ki je ostala na cesti, saj jo je obdajala pomladna poplavna voda reke Concord.
Kapitan Laurie je nato sprejel slabo taktično odločitev. Ker njegovo povabilo na pomoč ni obrodilo sadov, je ukazal svojim vojakom, naj se postavijo v položaj uličnega streljanja za mostom v kolonah, ki so potekale pravokotno na reko. Ta postavitev je bila primerna za usmerjanje velike količine ognja v ozke ulice med zgradbami v mestu, ne pa za odprto pot za mostom. Zmeda je vladala, ko so se redne enote, ki so se umikale čez most, poskušale oblikovati v položaj uličnega streljanja drugih enot. Poročnik Sutherland, ki je bil na zadnjem delu postavitve je opazil Laurijevo napako in ukazal, naj pošljejo vojake na bok. A ker je bil iz druge čete kakor tisti, ki je bila trenutno pod njegovim poveljstvom, so ga ubogali le trije vojaki. Preostali so se v zmedi trudili, kolikor so lahko, da bi sledili ukazom nadrejenega častnika.
Odjeknil je strel. Verjetno je šlo za opozorilni strel, ki ga je izstrelil panični britanski vojak iz 43. polka, po poročilu stotnika Laurija njegovemu poveljniku po boju. Dva druga redna vojaka sta nato takoj potem streljala, krogle so padle v reko in nato je skupina spredaj, morda misleč, da je bil dan ukaz za strel, izstrelila neurejeno salvo, preden jih je Laurie utegnil ustaviti.
Dva od Actonskih miličnikov, nadporočnik Abner Hosmer in kapitan Isaac Davis, ki sta bila na čelu vrste, ki se je odpravljala proti mostu, sta bila takoj ustreljena in ubita. Rev. dr. Ripley se spominja:
Američani so začeli svoj pohod v dvojni vrsti… V minuti ali dveh, ko so bili Američani v hitrem gibanju in oddaljeni petnajst ali dvajset metrov od mostu, je britanski vojak izstrelil en sam strel, ki je prešel pod roko polkovnika Robinsona in rahlo ranil od strani Lutherja Blancharda, piščalkarja iz Actonske čete.
Še štirje moški so bili ranjeni. Major Buttrick je nato zakričal na milico: »Streljajte, za Božjo voljo, tovariši vojaki, streljajte!« Ob tem so bile vrste ločene z reko Concord in mostom, oddaljene le 50 jardov (45 m). Nekaj sprednjih vrst patriotov, vezanih na cesto in oviranih, da bi oblikovali linijo streljanja, je uspelo streljati čez glave in rame drug drugega proti rednim enotam, zbranih čez most. Štirje od osmih britanskih častnikov in praporščakov, ki so vodili spredaj svoje enote, so bili ranjeni z salvo mušketnega ognja. Vsaj trije vojaki (Thomas Smith, Patrick Gray in James Hall, vsi iz 4. regimenta) so bili ubiti ali smrtno ranjeni, devet pa je bilo ranjenih.
Leta 1824 je pridigar in pripadnik milice Joseph Thaxter napisal:
Bil sem priča naslednjim dejstvom. Ljudje iz Westforda in Actona, nekateri iz Concorda, so bili prvi, ki so se soočili z Britanci pri mostu v Concordu. Britanci so postavili okoli devetdeset vojakov kot stražo pri Severnem mostu; takrat nismo imeli nobenih zanesljivih informacij, da bi kdo bil ubit pri Lexingtonu, videli smo Britance, ki so uničevali v mestu Concord; predlagali so, da nadaljujemo do mostu; pri tem je polkovnik Robinson iz Westforda skupaj z majorjem Buttrickom prevzel vodstvo; izdani so bili strogi ukazi, da se ne strelja, razen če Britanci streljajo prvi; ko so napredovali približno na polovico poti po prehodu, so Britanci izstrelili en strel, drugega, tretjega, in nato celotno salvo; ubili so podpolkovnika Davisa iz Actona in gospoda Hosmerja. Naši ljudje so potem streljali čez glave drug drugega, ker so bili v dolgi koloni, dva za dvema; ubili so dva in ranili enajst. Poročnik Hawkstone, ki naj bi bil najlepši v britanski vojski, je imel lica tako hudo poškodovana, da ga je to hudo izpostavljalo, na kar se je grdo pritoževal. Na to so Britanci zbežali in se zbrali na hribu, na severni strani Concorda, kjer so oskrbeli svoje ranjene, nato pa so začeli umik. Ko so se spuščali s hriba blizu ceste, ki prihaja iz Bedforda, so jih spremljali; podpolkovnik Bridge je prišel z nekaj ljudmi iz Bedforda in Chelmsforda ter ubil več mož.
Redne enote so se znašle ujete v situaciji, kjer so bile tako manj številčne kot tudi premagane. Brez učinkovitega vodenja in prestrašene zaradi superiorne številčnosti sovražnika, z zlomljenim duhom in verjetno brez izkušenj v boju, so zapustili svoje ranjene in pobegnili k varnosti bližajočih se grenadirskih čet iz mestnega središča, izolirajoč stotnika Parsonsa in enote, ki so iskale orožje na Barrettovem posestvu.

#### Po boju
Kolonisti so bili osupli nad svojim uspehom. Nihče ni dejansko verjel, da bi katerakoli stran streljala, da bi ubila drugo. Nekaj jih je napredovalo; veliko več je zbežalo; nekateri so šli domov, da poskrbijo za varnost svojih domov in družin. Podpolkovnik Barrett je končno začel ponovno prevzemati nadzor. Premaknil je nekaj milice na vrh hriba 300 jardov (275 m) stran in poslal majorja Buttricka z drugimi čez most na obrambno pozicijo na hribu za kamnito steno.
Podpolkovnik Smith je s svojega položaja v mestu slišal izmenjavo ognja trenutke po tem, ko je prejel prošnjo za okrepitev od Laurija. Hitro je zbral dve četi grenadirjev, da jih vodi proti North Bridge. Ko so te čete marširale, so se srečale z razbitimi ostanki treh lahkih pehotnih čet, ki so bežale proti njim. Smith je bil zaskrbljen glede štirih čet, ki so bile na Barrettovem posestvu, saj je bila njihova pot do mesta zdaj nezaščitena. Ko je zagledal pripadnike milice v daljavi za njihovim zidom, je ustavil svoje dve četi in se naprej pomaknil samo s svojimi častniki, da bi si bolj podrobno ogledal situacijo. Eden izmed miličnikov za tem zidom je opazil: "Če bi streljali, verjamem, da bi skoraj lahko ubili vsakega častnika, ki je bil na sprednji strani, vendar nismo imeli ukazov za streljanje in nihče ni streljal."
Med napetim čakanjem, ki je trajalo približno 10 minut, je lokalni moški po imenu Elias Brown, ki je bil duševno bolan, taval med obema stranema in prodajal jabolčnik.
V tem trenutku se je oddelek rednih enot, poslan na Barrettovo kmetijo, vrnil s svojega brezplodnega iskanja po tem območju. Prešli so preko zdaj večinoma zapuščenega bojišča in videli mrtve in ranjene tovariše, ki so ležali na mostu. Eden je izgledal, kot da so mu odrli lasišče, kar je razjezilo in presenetilo britanske vojake. Prečili so most in se do 11:30 zjutraj vrnili v mesto, pod budnim očesom kolonistov, ki so še naprej zasedali obrambne položaje. Redne enote so nadaljevale z iskanjem in uničevanjem kolonialnih vojaških zalog v mestu, pojedli so kosilo, ponovno zbrani za korakanje in po poldnevu zapustili Concord. Ta zamuda pri odhodu je kolonialnim milicam iz obrobnih mest dala dodaten čas, da so jih dosegli pred vrnitvijo nazaj v Boston.

### Povratek odprave

#### Concord do Lexingtona
Polkovnik Smith, zaskrbljen za varnost svojih vojakov, je poslal enote na bok, da sledijo grebenu in zaščitijo njegove sile pred približno 1.000 kolonialnimi možmi, ki so se zbirali za borbo, ko so Britanci korakali proti vzhodu iz Concorda. Ta greben se je končal blizu Meriam's Cornerja, križišča približno eno miljo (1,6 km) zunaj vasi Concord, kjer se je glavna cesta pripeljala do mostu čez Elm Brook, pritok Mill Brooka. Da bi prešli ozek most, so se Britanci morali umakniti bočne enote nazaj v glavno kolono in se zbrati v kolono tri vojake drug ob drugem.
Kolonialne milice, ki so prihajale iz severa in vzhoda, so se na tem mestu združile in imele jasno številčno prednost pred rednimi vojaki. Britanci so zdaj ponovno doživeli to, čemur je general Gage upal, da se bo izognil, ko je poslal odpravo v skrivnosti in v temi noči, sposobnost kolonialnih milic, da se dvignejo in združijo v tisočih, ko so britanske sile stopile iz Bostona. Ko je zadnja britanska kolona prečkala ozek most, je britanska zadnja straža zavila in ustrelila salvo proti kolonialnim milicam, ki so doslej streljale nepravilno in neučinkovito z razdalje, zdaj pa so se že približale do razdalje muškete. Kolonisti so odgovorili z ognjem, tokrat z usodnim učinkom. Dva redna vojaka sta bila ubita, morda šest ranjenih, brez kolonialnih izgub. Smith je ponovno poslal svoje bočne enote po prečkanju majhnega mostu.
Na Brooks Hill (znan tudi kot Hardy's Hill) približno 1 miljo (1,6 km) mimo Meriam's Cornerja se je skoraj 500 pripadnikov milic zbiralo južno od ceste, čakajoč na priložnost, da streljajo na britansko kolono na cesti spodaj. Smithove prednje sile so napadle hrib, da bi jih odgnale, vendar se kolonisti niso umaknili ter povzročile velike žrtve napadalcem. Smith je umaknil svoje vojake z Brooks Hill in britanska kolona je nadaljevala pot proti drugemu majhnemu mostu v Lincoln pri Brooks Tavern, kjer so se nadaljevali napadi več čet milice, ki so se okrepile z severne strani ceste.
Redne enote so kmalu dosegle točko na cesti, ki jo danes imenujejo Blood Angle, kjer cesta strmo dvigne in ostro zavije levo skozi rahlo gozdnato območje. Na tem mestu se je enota milice iz Woburna postavila na jugovzhodni strani ovinka ceste v skalnato, rahlo gozdnato polje. Dodatne milice, ki so se gibale paralelno s cesto iz spopada pri Meriam's Corner, so se postavile na severozahodni strani ceste, kar je Britance ujelo v križnem ognju, medtem ko so se druge čete milic na cesti približevale zadaj, da napadejo. Približno 500 jardov (460 m) naprej je cesta spet zavila, tokrat na desno in znova je bila britanska kolona ujeta z drugo veliko silo milice, ki je streljala z obeh strani. Med prehodom skozi dvema ostrima ovinkoma je britanska sila izgubila trideset vojakov, ubitih ali ranjenih, štirje pripadniki kolonialne milice pa so prav tako umrli, vključno s stotnikom Jonathanom Wilsonom iz Bedforda, stotnikom Nathanom Wymanom iz Billerice, poročnikom Johnom Baconem iz Naticka in Danielom Thompsonam iz Woburna. Britanski vojaki so pobegnili v tek, tempo, ki so ga kolonialci težko vzdrževali skozi gozd in močvirnata območja. Kolonialne sile na cesti za Britanci so bile pretesno zgoščene in neorganizirane, da bi izvedle več kot le nadležen napad od zadaj.
Ko so enote milice iz drugih mest še naprej prihajale, so kolonialne sile dosegle približno 2.000 mož. Cesta se je zdaj izravnala proti vzhodu, ob straneh so bile očiščene njive in sadovnjaki. Podpolkovnik Smith je spet poslal bočne enote, ki so uspele ujeti nekaj milice zadaj in povzročiti žrtve. Britanske žrtve so se tudi povečevale zaradi teh spopadov in vztrajnega ostrostrelskega ognja milic, izčrpani Britanci pa so ostajali brez streliva.
Po besedah enega britanskega častnika je bilo strelivo zapravljeno zaradi »prevelike vneme vojakov v prvi akciji vojne. Večina njih je bila mlada vojska, ki nikoli ni bila v akciji in so jim povedali, da je vse treba doseči z hitrim streljanjem. Ta neučinkoviti strelni ogenj je dal upornikom več zaupanja, ker so kmalu ugotovili, da kljub temu, da je bilo toliko streljanja, so trpeli le malo od tega.« (Poročnik Frederick Mackenzie, 23. kraljevi welški fusilier, Dnevnik Fredericka Mackenzieja, v Allen French, urednik, Britanski fusilier v revolucijskem Bostonu, Cambridge, 1926.)
Ko se je britanska kolona približala meji med Lincolnom in Lexingtonom, je naletela na drugo zasedo z višine, ki je gledala na cesto, katero so pripravili miličniki Lexingtona pod poveljstvom stotnika Johna Parkerja, med njimi nekateri ranjeni s prejšnjega srečanja v Lexingtonu. Ob tem je bil podpolkovnik Smith ranjen v stegno in vržen z konja. Major John Pitcairn je prevzel učinkovito poveljstvo nad kolono in poslal lahke pehotne čete na hrib, da bi pregnali sile milice.
Lahka pehota je očistila še dva dodatna hriba, ko je kolona nadaljevala proti vzhodu—The Bluff in Fiske Hill—in utrpela še več izgub zaradi zased, ki so jih nastavile sveže čete milice, ki so se pridružile boju. V enem od strelskih salv kolonialnih vojakov se je konj majorja Pitcairna prestrašil in ga vrgel na tla ter mu poškodoval roko. Zdaj sta bila oba glavna voditelja odprave ranjena ali brez konj, njuni možje pa so bili utrujeni, žejni in so porabili skoraj vse strelivo. Nekateri so se predali ali bili ujeti, nekateri so zdaj zapustili formacijo in stekli naprej proti Lexingtonu. Po besedah enega britanskega častnika, »smo začeli teči raje kot da bi se umaknili. Poskusili smo ustaviti moške in jih oblikovati v dve vrsti, a brez uspeha, zmeda se je povečala namesto da bi se zmanjšala. Častniki so prišli na čelo in pokazali svoje bajonete in povedali možem, da če napredujejo, bodo umrli. Na to so se začeli postavljati pod težkim ognjem.«
Le en britanski častnik je ostal nepoškodovan med tremi četami na čelu britanske kolone, ko se je ta približala centru Lexington. Razumel je obupan položaj kolone: »Le malo ljudi je imelo še strelivo in bili so tako utrujeni, da nismo mogli ohranjati stranskih patrulj, tako da bi kmalu morali predati orožje ali pa nas postrelili uporniki po lastni izbiri enega za drugim, nismo jih mogli zadržati.« Potem je slišal vzklikanje malo naprej. Celotna brigada okoli 1.000 vojakov z artilerijo pod poveljstvom grofa Percyja, je prispela, da jih reši. Bilo je okoli 14:30 in britanska kolona je zdaj hodila od 2. ure zjutraj. 
Pripadnik milice iz Westforda, rev. Joseph Thaxter, je zapisal svojo pripoved:
Spremljali smo jih in nekatere ubili, ko so prišli v Lexington, so bili tako tesno zasledovani in utrujeni, da bi se morali kmalu predati, če jih ne bi srečal lord Percy z veliko okrepitvami in dvema topovoma. Izstrelili so jih, vendar so krogle letele visoko nad našimi glavami. Toda noben top nikoli ni povzročil več škode, takšne zgodbe o njihovih učinkih so širili toriji med našimi vojaki, da je od tega trenutka več naših mož vrnilo nazaj kot jih je zasledovalo. Sledili smo do Charlestown Common in se nato umaknili v Cambridge. Ko se je vojska zbrala v Cambridgeu, je bil polkovnik Prescott s svojim polkom milice in John Robinson, njegov podpolkovnik, hitro pri svojem mestu.
V njihovih kasnejših poročilih so britanski častniki in vojaki hkrati opozorili na svojo frustracijo, da so kolonialni miličniki streljali nanje izza dreves in kamenih zidov, raje kot da bi se soočili z njimi v velikih, linearnih formacijah v slogu evropskih vojn. Ta podoba posameznega kolonialnega kmeta, s puško v roki in ki se bori pod svojim lastnim poveljstvom, je bila prav tako gojena v ameriškem mitu: »Loviti rdeče plašče po poti / Potem prečkati polja, da se ponovno pojavijo / Pod drevesi na ovinku ceste, / In le ustaviti se za strel in polnjenje.« Nasprotno pa so kolonialne milice, od severnega mostu dalje, nenehno delovale kot usklajene enote, celo ko so bile razpršene, da bi izkoristile zaščito. Ob razmišljanju o britanski izkušnji tistega dne je Earl Percy razumel pomen ameriških taktik: 
Med celotnim dogodkom so nas uporniki napadli na zelo razpršen, nepravilen način, vendar z vztrajnostjo in odločnostjo, prav tako pa se nikoli niso upali oblikovati v katerokoli redno skupino. Resnično, preveč dobro so vedeli, kaj je prav, da bi to storili. Kdor jih vidi kot neurejeno hlapčevsko drhal se moti. Med njimi so ljudje, ki zelo dobro vedo, kaj počnejo, saj so bili zaposleni kot rangerji proti Indijancem in Francozom iz Kanade in ta dežela, ki je zelo pokrita z gozdom in hribovita, je zelo ugodna za njihov način bojevanja.

#### Percyjeva rešitev
General Gage je predvideval, da bi lahko ekspedicija polkovnika Smitha zahtevala okrepitve, zato je Gage pripravil ukaze za oblikovanje okrepitev v Bostonu ob 4. uri zjutraj. Vendar je v svoji obsedenosti s skrivnostnostjo Gage poslal le eno kopijo ukazov pomočniku poveljnika 1. brigade, katerega služabnike nato pustil ovitek na mizi. Prav tako je okoli 4. ure zjutraj bila britanska kolona 3 mi (4,8 km) od Lexingtona, polkovnik Smith pa je zdaj imel jasne dokaze, da so vse elemente presenečenja izgubili in da se alarm širi po vaseh. Zato je poslali jezdeca nazaj v Boston s prošnjo za okrepitve. Okoli 5. ure zjutraj je jezdec dosegel Boston in 1. brigadi je bilo natančno ukazano, da se zberejo: pehotne čete 4., 23. in 47. polka ter bataljon kraljevih marincev pod poveljstvom grofa Percyja. Na nesrečo Britance, ponovno je bila poslana le ena kopija ukazov vsakemu poveljnika, ukaz za kraljeve marince pa je bil dostavljen na mizo majorju Johnu Pitcairnu, ki je že bil na Lexington Common s Smithovo kolono ob tistem času. 
Po teh zamudah je Percyjeva brigada, močna okoli 1.000 mož, zapustila Boston okoli 8:45 zjutraj in se usmerila proti Lexingtonu. Med potjo, kot se pripoveduje, so marširali ob melodiji Yankee Doodle da bi zasmehovali prebivalce kolonije. Do bitke pri Bunker Hillu manj kot dva meseca pozneje bo pesem postala priljubljena himna kolonialnih sil.
Percy je izbral kopensko pot čez Boston Neck in preko Velikega mostu, iz katerega so nekateri hitro misleči kolonisti odstranili njegove deske, da bi upočasnili Britance. Njegovi možje so nato naleteli na zmedenega učitelja na Univerze Harvard in ga vprašali, katera cesta bi jih odpeljala do Lexingtona. Harvardčan, očitno nepoučen o dogodkih, ki so se je dogajali okoli njega, mu je brez razmišljanja pokazal pravo pot. (Hitro je bil prisiljen zapustiti državo zaradi nenamerne podpore sovražniku.)
Percyjevi vojaki so prispeli v Lexington okoli 14:00. Slišali so streljanje v daljavi, medtem ko so postavili svojo topništvo in razporedili vrste rednih vojakov na visokem terenu z nadzorom na mesto. Smithovi možje so se jim približalo kot bežeča množica, za njimi pa je v formaciji hitela celotna kolonialna milica. Percy je ukazal svojemu topništvu, naj odpre ogenj na ekstremni razdalji, kar je razpršilo kolonialne pripadnike milice. Smithovi možje so se zgrudili od izčrpanosti, ko so dosegli varnost Percyjevih linij.
Kljub nasvetu svojega poveljnika oborožitve je Percy zapustil Boston brez rezervnega streliva za svoje vojake ali za dva topa, ki so jih pripeljali s seboj, saj je menil, da bi dodatna prtljaga upočasnila njegovo napredovanje. Vsak človek v Percyjevi brigadi je imel le 36 nabojev, vsak top pa je bil oskrbljen le s peščico granat, ki so bile spravljene v stranskih zabojih. Potem, ko je Percy zapustil mesto, je Gage poslal dva voza s strelivom, ki sta ju varovala en častnik in trinajst vojakov, naj sledijo Percyjevi brigadi. Ta konvoj so prestregli z manjšo enoto starejših veteranov milice, ki so bili še vedno na seznamu za alarm in se niso mogli pridružiti svojim kolegom v milici, ker so bili stari krepko prek 60 let. Ti možje so postavili zasedo in zahtevali predajo vozov, vendar so jih redni vojaki ignorirali in peljali svoje konje naprej. Stari možje so odprli ogenj, ustrelili vodilne konje, ubili dva vojaka in ranili častnika. Britanski preživeli so pobegnili in šest jih je vrglo svoje orožje v ribnik, preden so se predali.

#### Od Lexingtona do Menotomya
Percy je prevzel nadzor nad združenimi silami okoli 1.700 mož in jim dovolil, da počivajo, jedo, pijejo in da jim oskrbijo rane pri Munroe Tavern, preden so nadaljevali marš. Odpravili so se iz Lexingtona okoli 15:30, v formaciji, ki je poudarjala obrambo bokov in zaščitnice kolone. Ranjeni vojaki so sedeli na topu in so bili prisiljeni skočiti dol, ko so jih napadli enote milice. Percyjevi možje so bili pogosto obkoljeni, a so imeli taktično prednost notranjih linij. Percy je lažje premikal svoje enote tja, kjer so bile potrebne, medtem ko je bila kolonialna milica primorana premikati se okoli zunanjosti njegove formacije. 
Percy je postavil Smithove može na sredino kolone, medtem ko so vojaki 23. polka tvorili zadnjo stražo kolone. Zaradi informacij, ki sta jih posredovala Smith in Pitcairn o tem, kako so se Američani napadali, je Percy ukazal, da se zadnja straža rotira na vsakih slabih dveh kilometrih, da bi nekatere njegove enote lahko kratek čas počivale. Na obeh straneh ceste so poslali bočne enote, močna sila kraljevih marincev pa je delovala kot predhodna straža, da bi očistila cesto naprej.
Med počitkom v Lexingtonu je prispel brigadni general William Heath in prevzel poveljstvo nad milico. Prej tega dne je potoval najprej v Watertown, da bi razpravljal o taktiki z Josephom Warrenom, ki je tega jutra zapustil Boston in drugimi člani Komiteja za varnost v Massachusettsu. Heath in Warren sta na Percyjevo topništvo in bočne enote reagirala z ukazom miličnikom, naj se izogibajo zbitim formacijam, ki bi pritegnile ogenj z topov. Namesto tega so obkolili Percyjevo marširajoči kvadrat s premikajočim se krogom posameznikov na razdalji, da bi povzročili maksimalne izgube ob minimalnem tveganju. 
Nekaj pripadnikov milice na konjih na cesti je sestopilo, streljalo z mušketami na bližajoče se redne vojake, nato pa ponovno zajahali in odgalopirali naprej, da bi ponovili taktiko. Pehotna milica je pogosto streljala z velike razdalje v upanju, da bo zadela koga v glavni koloni vojakov na cesti in preživela, saj so tako Britanci kot kolonialci uporabljali muškete z učinkovitim bojnim dosegom približno 50 jardov (45 metrov).
Pehotne enote so izvajale pritisk na straneh britanske kolone. Ko se je ta premaknila izven dosega, so se te enote premaknile naokoli in naprej, da bi se ponovno spopadle s kolono nižje po cesti. Heath je poslal glasnike, da bi prestregli prihajajoče enote milice in jih usmerili na ustrezna mesta ob cesti, da bi napadli redne enote. Nekatera mesta so poslala oskrbovalne vozove za pomoč pri hranjenju in ponovnem oboroževanju milice. Heath in Warren sta sama vodila strelce v majhnih akcijah v boj, vendar je bila prisotnost učinkovitega vodstva tista, ki je verjetno najbolj vplivala na uspeh teh taktik.
Boji so postali intenzivnejši, ko so Percyjeve sile prešle iz Lexingtona v Menotomy. Sveže enote milic so streljale na britanske vrste z razdalje, posamezni lastniki stanovanj pa so se začeli bojevati s svojih posesti. V nekaterih domovih so bili skriti tudi strelci, zaradi česar so Britanci morali čistiti svojo pot za umik hišo za hišo, kar je bila nočna mora vojakov. Jason Russell je prosil svoje prijatelje, da se borijo z njim, da bi branili njegovo hišo, z besedami: »Angležev dom je njegov grad.« Ostal je in bil ubit na svojih vratih. Njegovi prijatelji, odvisno od tega, kateri pripovedi je verjeti, so se skrili v kleti ali pa umrli v hiši od nabojev in bajonetov, potem ko so streljali na vojake, ki so jim sledili. Hiša Jasona Russella še vedno stoji in vsebuje luknje od krogel iz tega boja. V hiši ali na ozemlju hiše je bilo ubitih skupaj 21 kolonialnih borcev, kot je podrobno opisano na tej strani. Percy je izgubil nadzor nad svojimi možmi in številni vojaki so začeli izvajati grozodejstva, da bi se oddolžili za domnevno skalpiranje na severnem mostu in za lastne žrtve v rokah oddaljenega, pogosto nevidnega sovražnika. 
Na podlagi besed Pitcairna in drugih ranjenih častnikov iz Smithovega poveljstva je Percy izvedel, da so pripadniki milice uporabljali kamnite zidove, drevesa in zgradbe v teh bolj gosto poseljenih mestih bližje Bostonu, da bi se skrili zadaj in streljali na kolono. Bočnim četam je ukazal naj kolonialne milice odstranijo iz takih krajev.
Številni nižji častniki v stranskih skupinah so imeli težave preprečiti svojim izčrpanim, razjarjenim možem, da ne bi pobili vseh, ki so jih našli v teh zgradbah. Na primer, dva nedolžna pijanca, ki se nista hotela skriti v kleti gostilne v Menotomyju, sta bila ubita samo zato, ker sta bila osumljena, da sta vpletena v dogodke tistega dne. Čeprav so kolonisti pozneje pretiravali zaradi propagandne vrednosti (in da bi dobili finančno odškodnino od kolonialne vlade), je gotovo res, da so bile gostilne ob cesti preiskane in alkohol ukraden s strani vojakov, ki so v nekaterih primerih tudi sami postali pijani. Mašna srebrnina je bila ukradena, a pozneje vrnjena, potem ko je bila prodana v Bostonu.
Ostareli prebivalec Menotomija Samuel Whittemore je ubil tri vojake, preden ga je napadel britanski kontingent in pustil, da umre. (ozdravel je in kasneje umrl leta 1793 v starosti 98 let.) Tistega dne je bilo v Menotomyju in Cambridgeu prelite veliko več krvi kot drugje. Kolonisti so tam izgubili 25 ubitih mož in 9 ranjenih, Britanci pa 40 ubitih in 80 ranjenih, največje izgube pa so utrpeli 47. pešpolku in marincih. Obojni so predstavljali približno polovico vseh smrtnih žrtev Britancev v tistem dnevu.

#### Od Menotomija v Charlestown
Britanske enote so prečkale reko Menotomy (danes znano kot Alewife Brook) v Cambridge in boj je postajal vse intenzivnejši. Sveže enote milice so prispele v strnjenem redu namesto v razpršeni formaciji in Percy je uporabil svoja dva topniška orožja in bočne strele na križišču imenovanem Watsonovem vogalu, da jim je povzročil veliko škodo.
Na začetku dneva je Heath ukazal razstaviti Veliki most. Percyjeva brigada se je nameravala približati porušenemu mostu in rečnemu bregu polnemu milice, ko je Percy svoje čete usmeril navzdol po ozki stezi (danes Beech Street, blizu današnjega Porter Square) in na cesto proti Charlestownu. Milica (zdaj je štela približno 4.000 mož) ni bila pripravljena na to gibanje in krog je bil prekinjen. 
Ameriške sile so se odpravile, da bi zasedle Prospect Hill (v današnjem Somerville, Massachusetts), ki se je dvigoval nad cesto, vendar je Percy premaknil svoj top naprej in jih razgnal s svojimi zadnjimi naboji. Velika sila milice je prispela iz Salema, Massachusetts in Marblehea, Massachusetts. Morda bi presekali Percyjevo pot do Charlestowna, vendar so se ti možje ustavili na bližnjem Winter Hillu in Britancem omogočili pobeg. Nekateri so obtožili poveljnika teh sil, polkovnika Timothyja Pickeringa, da je vojakom dovolil prehod, ker je še vedno upal, da se bo izognil vojni s preprečitvijo popolnega poraza britanskih sil. Pickering je kasneje trdil, da se je ustavil po Heathovem ukazu, vendar je Heath to zanikal.
Bilo je že skoraj temno, ko so Pitcairnovi marinci, ki so ubranili zadnji napad na Percyjevo zaledje, vstopili v Charlestown. Redne enote Britancev so zavzele močne položaje na hribih Charlestowna. Nekateri od njih so bili brez spanja dva dni in so prehodili 40 milj (65 kilometrov) v 21 urah, od katerih je bilo osem ur pod ognjem. Zdaj pa so držali vrhove, zaščiteni s težkimi topovi HMS Somerset. Gage je hitro poslal linijske čete dveh svežih polkov - 10. in 64. -, da zavzamejo višino v Charlestownu in zgradijo utrdbe. Čeprav se je gradnja začela, utrdbe niso bile nikoli dokončane in bodo kasneje postale izhodišče za redute milice, zgrajene dva meseca kasneje, junija pred bitko pri Bunker Hillu. General Heath je preučil položaj britanske vojske in se odločil umakniti milico v Cambridge, Massachusetts.

## Posledice
Zjutraj je Boston obkrožila ogromna vojska milic, ki je štela več kot 15.000 mož, ki so korakali iz vse Nove Anglije. Za razliko od Alarma za smodnik so bile govorice o preliti krvi resnične in začela se je ameriška osamosvojitvena vojna. Pod vodstvom generala Artemasa Warda, ki je prispel 20. in zamenjal brigadnega generala Williama Heatha, so oblikovali oblegovalno črto, ki se je raztezala od "Chelsea, Massachusetts", okoli polotokov Boston in Charlestown, do "Roxbury, Boston", ki je dejansko obkrožala Boston s treh strani. 
V naslednjih dneh je velikost kolonialnih sil narasla, saj so na prizorišče prispele milice iz New Hampshirea, Rhode Islanda in Connecticuta. Drugi kontinentalni kongres je te može vključil v prve enote Kontinentalne vojske. Celo zdaj, ko se je začela odprta vojna, je Gage še vedno zavračal uvedbo vojnega prava v Bostonu. Prepričal je mestne izbrance, naj predajo vse osebno orožje v zameno za obljubo, da lahko vsak prebivalec zapusti mesto.
Bitka ni bila pomembna v smislu taktike ali žrtev. Vendar pa je bila bitka v smislu podpiranja britanske politične strategije za "Intolerable Acts" in vojaške strategije za zasego smodnika in orožja pomemben neuspeh, ker je ekspedicija prispevala k spopadom, ki naj bi jih preprečila, in ker je bilo dejansko zaseženega le malo orožja.
Bitki je sledila vojna za britansko politično mnenje. V štirih dneh po bitki je provincialni kongres Massachusettsa zbral na desetine zapriseženih pričevanj vojakov milice in britanskih ujetnikov. Ko je teden dni po bitki pricurljala novica, da Gage pošilja svoj uradni opis dogodkov v London, je deželni kongres s hitrejšo ladjo poslal paket teh podrobnih izjav, ki jih je podpisalo več kot 100 udeležencev dogodkov. Dokumenti so bili predstavljeni naklonjenemu uradniku in natisnjeni v londonskih časopisih dva tedna pred prihodom Gagejevega poročila.
Gageovo uradno poročilo je bilo glede podrobnosti preveč nejasno, da bi vplivalo na kogar koli. George Germain, 1. vikont Sackville, ki ni bil prijatelj kolonistov, je zapisal, »imajo Bostonci pravico, da kraljeve čete predstavijo kot agresorje in razglasijo zmago«. Politiki v Londonu so krivili Gagea za konflikt namesto lastnih politik in navodil. Britanske enote v Bostonu so za neuspehe pri Lexingtonu in Concordu različno krivile generala Gaga in polkovnika Smitha.
Dan po bitki je John Adams zapustil svoj dom v Braintree, da bi jezdil po bojišču. Postal je prepričan, da je »kocka vržena, Rubikon prečkan«. Thomas Paine v Filadelfiji je prej razmišljal o prepiru med kolonijami in domovino kot o »nekakšni tožbi«, toda potem, ko je do njega prišla novica o bitki, je »za vedno zavrnil okorelega, čemernega faraona Anglije«. George Washington je prejel novico v Mount Vernon in pisal prijatelju, »nekoč srečne in mirne ravnice Amerike bodo bodisi prepojene s krvjo ali pa bodo naseljene s sužnji. Žalostna alternativa! Toda ali lahko krepostni človek okleva pri svoji izbiri?« Skupina lovcev na meji je svoj kamp poimenovala Lexington, ko je junija izvedela novico o bitki. Sčasoma je postalo mesto Lexington, Kentucky.

## Zapuščina
Za prvo ameriško vlado je bilo pomembno, da se ohrani podoba britanske krivde in ameriške nedolžnosti za to prvo bitko v vojni. O zgodovini priprav patriotov, obveščevalnih podatkih, opozorilnih signalih in negotovosti glede prvega strela se je v javnosti desetletja redko govorilo. Zgodba o ranjenem britanskem vojaku na Severnem mostu, Hors de combat, ki ga je patriot udaril po glavi s sekiro in njegovo domnevno »skalpiranje«, je bila zamolčana. Izjave, ki omenjajo nekatere od teh dejanj patriotov niso bile objavljene in so bile vrnjene udeležencem (to se je zgodilo tudi Paulu Revereju).
Slike so boj v Lexingtonu prikazovale kot neupravičen pokol. Vprašanje, katera stran je kriva je naraščalo v začetku devetnajstega stoletja. Na primer, pričevanja starejših udeležencev v poznejšem življenju o Lexingtonu in Concordu se je močno razlikovalo od njihovih izjav, danih pod prisego leta 1775. Vsi so pozneje izjavili, da so Britanci v Lexingtonu prvi streljali, medtem ko petdeset let prej o tem niso več bili prepričani. Zdaj so vsi rekli, da so streljali nazaj, toda leta 1775 so rekli, da je to le malokdo zmogel. 'Bitka' je v ameriški zavesti prevzela skoraj mitske lastnosti. Legenda je postala pomembnejša od resnice. Zgodil se je popoln premik in domoljubi so bili prikazani kot aktivni borilci za pravično stvar, ne pa kot trpeči nedolžni. Slike spopada v Lexingtonu so začele upodabljati milico, ki stoji in se kljubovalno bori. Ralph Waldo Emerson je ovekovečil dogodke na Severnem mostu v svoji Concord Hymn iz leta 1837. Concordova himna je postala pomembna, ker je spominjala na začetek ameriške revolucije in ker je bila večji del 19. stoletja sredstvo, s katerim so Američani spoznavali revolucijo in je pomagala oblikovati identiteto naroda.
Po letu 1860 se je več generacij šolarjev naučilo na pamet pesem Henryja Wadswortha Longfellowa Paul Revere's Ride. Zgodovinsko je netočna (na primer, Paul Revere nikoli ni prišel v Concord), vendar zajema idejo, da lahko posameznik spremeni tok zgodovine.

By the rude bridge that arched the flood
Their flag to April's breeze unfurled
Here once the embattled farmers stood
And fired the shot heard round the world.

— Prvi verz Emersonove Concord Hymn
V 20. stoletju je bilo ljudsko in zgodovinsko mnenje o dogodkih zgodovinskega dne različno, kar je pogosto odražalo politično razpoloženje tistega časa. Izolacionistična protivojna čustva pred svetovnima vojnama so vzbudila skepticizem glede narave prispevka Paula Revereja (če sploh) k prizadevanjem za alarm milice. Anglofilija v Združenih državah po prelomu 20. stoletja je vodila do bolj uravnoteženih pristopov k zgodovini bitke. Med Prvo svetovno vojno je bil film o ježi Paula Revereja zasežen v skladu z Aktom o vohunjenju iz leta 1917 zaradi spodbujanja spora med Združenimi državami in Britanijo.
Manjša kontroverzna razlaga pravi, da je Bitka pri Point Pleasant 10. oktobra 1774, na območju današnje Zahodne Virginije, bila začetni vojaški spopad revolucionarne vojne in resolucija senata Združenih držav iz leta 1908 ga je označila kot takega. Vendar se le malo zgodovinarjev strinja s to razlago, celo v Zahodni Virginiji. Med hladno vojno se Revere ni uporabljal samo kot patriotski simbol, ampak tudi kot kapitalistični. Leta 1961 je levičarski romanopisec Howard Fast objavil April Morning, povest o bitki iz izmišljene perspektive 15-letnika in branje knjige je bilo pogosto dodeljeno obvezno v branje v ameriških srednjih šolah. Filmska različica je bila producirana za televizijo leta 1987, v kateri sta igrala Chad Lowe in Tommy Lee Jones. 
V 1990-ih so bile povlečene vzporednice med ameriško taktiko v vietnamski vojni in taktiko britanske vojske pri Lexingtonu in Concordu. Mesto bitke v Lexingtonu je zdaj znano kot Lexington Battle Green. Uvrščeno je v Nacionalni register zgodovinskih krajev in je nacionalna zgodovinska znamenitost. Tam so postavili več spomenikov v spomin na bitko. Zemljišča, ki obkrožajo Severni most v Concordu, kot tudi približno 5 milj ceste skupaj z okoliškimi zemljišči in starimi zgradbami med Meriamovim kotom in zahodnim Lexingtonom so del Minute Man National Historical Park. Obstajajo sprehajalne poti z razlagalnimi prikazi vzdolž poti, ki so jih morda uporabljali kolonisti, ki so obkrožale cesto in služba parka ima pogosto osebje (običajno oblečeno v starodavna oblačila), ki ponuja opise območja in razlage dogodkov dneva. Bronasti bas relief majorja Buttricka, ki ga je zasnoval Daniel Chester French in izdelal Edmond Thomas Quinn leta 1915, je v parku skupaj s francoskim kipom Minute Man. American Battlefield Trust in njegovi partnerji so rešili en hektar bojišča na mestu Parkerjevega maščevanja.
Štiri sedanje enote enot Nacionalne garde Massachusettsa (181. pehota, 182. pehota, 101. inženirski bataljon,  in 125. intendant. Enote) izhajajo iz ameriških enot, ki so sodelovale v bitkah pri Lexingtonu in Concordu. Nacionalna garda Združenih držav Amerike in Oborožene sile Združenih držav Amerike vsebujeta trideset trenutnih enot ameriške vojske s kolonialnimi koreninami. Več ladij monarice Združenih držav, vključno z dvema letalonosilkama, je bilo poimenovanih v čast bitke pri Lexingtonu. 

## Komemoracije
Dan domoljubov, zakonski praznik se vsako leto praznuje v čast bitke v Massachusettsu. Ta zvezna država, pa tudi Connecticut, Maine in javne šole Wisconsin ga priznavajo tretji ponedeljek v aprilu. Zgodovinska uprizoritev ponovne vožnje v Concordu in Lexingtonu Paula Revereja so uprizorjene, prav tako bitka na Lexington Greenu, slovesnosti in streljanje pa potekajo na severnem mostu. 

### Obeležitev stoletnice
19. aprila 1875 so se predsednik Ulysses S. Grant in člani njegovega kabineta pridružili 50.000 ljudem, da bi obeležili 100. obletnico bitke. Na ta dan je bila razkrita skulptura Daniela Chesterja Frencha, The Minute Man, ki stoji na severnem mostu. Uradna plesna zabava je potekala zvečer v kmetijski dvorani v Concordu.

### Spomin na stopetdesetletnico
Aprila 1925 je Pošta Združenih držav izdala tri znamke v počastitev 150. obletnice bitk pri Lexingtonu in Concordu. Priložnostne znamke Lexington–Concord so bile prve od številnih spominskih znamk, izdanih v počastitev 150. obletnice dogodkov, ki so spremljali ameriško vojno za neodvisnost. Tri znamke so bile prvič dane v prodajo v Washingtonu, D.C., in v petih mestih Massachusettsa, ki so igrala pomembne vloge v zgodbi o Lexingtonu in Concordu: Lexington, Concord, Boston, Cambridge in Concord Junction (takrat je bil znan kot West Concord). To ne pomeni, da druge lokacije niso bile vpletene v bitke. 

### Dvestoletnica
Mesto Concord je na počastitev 200. obletnice bitk povabilo 700 uglednih državljanov ZDA in voditeljev iz sveta vlade, vojske, diplomatskega zbora, umetnosti, znanosti in humanistike. 19. aprila 1975, ko se je 110.000 množica zbrala, da bi si ogledala parado in praznovala dvestoletnico v Concordu, je imel predsednik Gerald Ford velik govor v bližini Severnega mostu, ki je bil predvajan po televiziji.
{{Blockquote|Svoboda se je gojila na ameriški zemlji, ker so načela Izjave o neodvisnosti cvetela v naši deželi. Ta načela, ko so bila razglašena pred 200 leti, so bila sanje, ne resničnost. Danes so resnične. Enakost je v Ameriki dozorela. Naše neodtujljive pravice so postale še bolj svete. V naši deželi ni oblasti brez soglasja vladanih. Številne druge dežele so svobodno sprejele načela svobode in svobode v Deklaraciji neodvisnosti in oblikovale svoje neodvisne republike. Prav ta načela, ki so jih prosto sprejemali in delili, so spremenila svet. Strel, izstreljen tukaj v Concordu pred dvema stoletjema, "strel, ki se je slišal po vsem svetu", še danes odmeva ob tej obletnici. Predsednik Gerald R. Ford je položil venec na podnožje kipa The Minute Man in nato spoštljivo opazoval, kako je sir Peter Ramsbotham, britanski veleposlanik v Združenih državah Amerike, položil venec na grob britanskih vojakov, padlih v bitki.

## Časopisni članki natisnjeni ob času bitke
- Greenwalt, Phillip S., and Robert Orrison. A Single Blow: The Battles of Lexington and Concord and the Beginning of the American Revolution, April 19, 1775. Emerging Revolutionary War Series. El Dorado Hills, CA: Savas Beatie, 2018. ISBN 978-1-61121-379-9.

## Newspaper articles published near the time of the battles
- »In Provincial Congress / Concord, March 24, 1775«. The Virginia Gazette. Williamsburg, Virginia. 21. april 1775. str. 15. – Massachusetts Provincial Congress resolution to put the colony into "a complete state of defense"
- »In Provincial Congress / April 3, 1775«. The Maryland Gazette. Annapolis, Maryland. 20. april 1775. – John Hancock calling Massachusetts Provincial Congress to assemble, in view of "intelligence received from the last vessels from Great Britain", and related occurrences.
- »The following was received yesterday, hand-bill, by express / Philadelphia April 24, 1775«. The Maryland Gazette. Annapolis, Maryland. 27. april 1775. – An early description of the battles and recited troop strengths and initial casualty reports.